# Alto del Arenal
El Alto del Arenal (9°01′34″N 70°34′53″O / 9.0262, -70.5813) es una formación de montaña ubicada en el extremo norte del Estado Mérida, Venezuela. A una altitud de 3.815 m s. n. m., el Alto del Arenal es una de las montañas más altas en Venezuela. Constituye parte del límite norte del Estado Mérida con el vecino estado Trujillo y muy cercano al límite nordeste con el Estado Barinas.

## Ubicación
El Alto del Arenal se encuentra en el límite norte de Mérida con el Estado Trujillo, al norte de Los Haticos en Mérida y al sur de las poblaciones de Tuñame y Las Mesitas en Trujillo. Alto del Arenal constituye también el punto más elevado de la carretera sur de Boconó.

## Geografía
El Alto del Arenal se encuentra a un costado del Paso de Palmarito, un extenso conglomerado rocoso subyacente a la cuenca del río Cachiri y que va desde los Andes merideños hasta la Serranía del Perijá. Basado en estudios de la región, el conglomerado del Alto del Arenal y sus alrededores constituyen lutitas marinas. En los alrededores de la carretera de Mucuchachí a Santa Bárbara de Barinas por el Alto del Arenal la acumulación es parte roca clástica con continuidad que va de arenosa a limosa en donde se han encontrado fósiles de restos de plantas e invertebrados; que pasa luego a hacerse calcárea donde han aparecido fósiles marinos.

## División territorial
El Alto del Arenal sirve como punto de referencia para los límites de la Parroquia La Quebrada del Municipio Urdaneta del Estado Trujillo. La Parroquia La Quebrada hace límite con la Parroquia Burrero y la Parroquia General Rivas en el mismo punto. Desde ese punto común hasta el Alto del Arenal es el límite de La Quebrada con General Rivas. Desde el Alto del Arenal se continúa el límite hasta el Zajón del Martillo por la cordillera de Montero.
De igual manera, Alto del Arenal sirve de límite para la Parroquia Jajó del mismo Municipio Urdaneta. El límite este de la Parroquia Jajó pasa por la cordillera más elevada del páramo de Tuñame hasta el Alto del Arenal, punto donde hace límite común con las Parroquias La Quebrada y la Parroquia General Rivas.